# Incident de Mukden
L'incident de Mukden (18 de setembre de 1931), també conegut com a incident de Manxúria, va tenir lloc al nord de Manxúria, prop de Mukden (盛京) (avui Shenyang), on un tram del Ferrocarril del Sud de Manxúria, companyia de propietat japonesa, va ser dinamitat. L'exèrcit japonès va responsabilitzar als dissidents xinesos de l'atac, proporcionant un casus belli per justificar l'annexió de la regió xinesa de Manxúria per part del Japó. Sovint s'ha comparat aquest episodi amb l'incendi del Reichstag a Alemanya. En xinès es coneix com l'Incident del 18-9.
Després de la guerra russo-japonesa (1904-1905), el Japó havia rellevat Rússia com a potència estrangera dominant al sud de Manxúria.
Sembla que l'incident podria haver estat planejat pel coronel Seishiro Itagaki i el tinent coronel Kanji Ishiwara, amb la complicitat d'oficials del Regiment Shimamoto, que protegien el Ferrocarril del Sud de Manxúria, i que haurien fet que els seus sapadors col·loquessin els explosius a les vies. Després de l'explosió els japonesos van envoltar als soldats xinesos acantonats en les proximitats i els van atacar sota la justificació que les propietats japoneses havien de ser defensades dels atacs dels xinesos.
Encara que el govern japonès es va oposar al parany i els seus dirigents es van comprometre amb la Societat de Nacions a retirar-se, l'exèrcit establiria posteriorment l'estat titella del Manxukuo al febrer de 1932. El Japó posteriorment es va retirar de la Societat de Nacions el 1934.
El govern de la República Popular Xinesa va inaugurar el Museu de l'Incident del 18-9 a Shenyang (actual nom de Mukden) el 18 de setembre de 1991. El primer ministre japonès Ryutaro Hashimoto va ser una de les personalitats que van visitar el museu el 1997.

## Polèmica
Encara no és clar qui va volar el ferrocarril japonès a Mukden. Alguns diuen que van ser dissidents xinesos; d'altres que no és possible arribar a cap conclusió certa a causa de la falta de proves històriques. Malgrat això, gran part de la historiografia sobre el tema sosté que va ser obra dels militars japonesos que buscaven un casus belli justificatiu de les seves ànsies expansionistes a un doble nivell; davant del seu propi govern i l'Emperador Hirohito, que com s'ha dit no havien autoritzat l'operació, i enfront de la comunitat internacional.
El Museu de l'Incident del 18-9 a Shenyang, sosté que els explosius van ser col·locats pel Japó. El museu annex al santuari Yasukuni al Japó culpa als terroristes xinesos. L'enciclopèdia Columbia diu que l'origen de les bombes és incert.
No obstant això, sòlides proves apunten a una conspiració de l'exèrcit Kwantung per provocar l'explosió. Encara que una majoria de militars japonesos va negar haver col·locat les bombes, el major Hanaya (花谷正) ha confessat que la bomba va ser col·locada i l'incident promogut per ells.

## En la cultura popular
L'incident apareix caricaturitzat en el còmic de 1936 El lotus blau de Les aventures de Tintín on uns agents japonesos provoquen l'explosió per justificar un atac preventiu a la Xina.